# Brania
Brania är ett släkte av ringmaskar som beskrevs av de Quatrefages 1866. Brania ingår i familjen Syllidae.

## Dottertaxa tillBrania, i alfabetisk ordning[1][2]
- Brania adspersa
- Brania arenacea
- Brania arminii
- Brania articulata
- Brania atokalis
- Brania balani
- Brania brevipharyngea
- Brania californiensis
- Brania furcelligera
- Brania gallagheri
- Brania glandulosa
- Brania heterocirra
- Brania horrocksensis
- Brania jonssoni
- Brania jonssonii
- Brania kerguelensis
- Brania longisetis
- Brania longisetosa
- Brania mediodentata
- Brania nitidula
- Brania nutrix
- Brania opisthodentata
- Brania pusilla
- Brania pusilloides
- Brania quadrioculata
- Brania rhopalophora
- Brania robusta
- Brania rugulosa
- Brania russelli
- Brania uebelackerae
- Brania wellfleetensis
- Brania westheidei